# Ein Sommer in Florida (1962)
Ein Sommer in Florida (Originaltitel Follow That Dream) ist ein US-amerikanischer Musikfilm aus dem Jahr 1962 von Gordon Douglas. Es war der neunte Spielfilm, in dem Elvis Presley eine der Hauptrollen übernahm. Der Film basiert auf dem von Richard Powell verfassten Roman Pioneer, Go Home.

## Handlung
Familie Kwimper befindet sich mit dem Auto auf einer Urlaubsreise, als das Benzin ausgeht. Vater Kwimper beschließt, an dieser Stelle einfach ein illegales Lager aufzuschlagen und so bekommt die ganze Familie Probleme mit den Behörden, während Sohn Toby mit Nachdruck sein Junggesellendasein verteidigt und den Annäherungsversuch von Holly entschieden mit einem Lied abwehrt: I'm Not The Marrying Kind (engl. für Ich bin nicht für die Ehe geschaffen).

## Produktion

### Produktionsnotizen, Drehorte
Die Dreharbeiten, die zwischen dem 3. Juli und 28. August 1961 absolviert wurden, entstanden in den folgenden Gemeinden des US-Bundesstaates Florida: Crystal River, Inverness, Ocala und Yankeetown.

### Lieder im Film
Folgende Lieder, die alle im Studio B von Nashville aufgenommen wurden, sind Bestandteil des Films:
- What A Wonderful Life
- I'm Not The Marrying Kind
- Sound Advice
- Follow That Dream
- Angel

## Rezeption
Die Filmrezensionen waren gemischt. Bosley Crowther von der New York Times schrieb: „Nach dieser mühseligen, hausgesponnenen und einfältigen Übung normale einfache Leute zu urteilen, muss jemand entschieden haben, dass die Presley-Filme in letzter Zeit ein wenig zu glänzend geworden sind. Auf jeden Fall war Blue Hawaii, verglichen mit der gestrigen Portion Maisbrei (von United Artists), Kaviar.“ Eine Rezension in Variety stellte fest, dass „es nach Presley-Pix-Maßstäben überdurchschnittlich ist … Presley vermittelt die richtige Mischung gesunden Menschenverstand und Naivität in seiner Charakterisierung und liefert fünf Songs mit stimmlicher Kompetenz und ohne Wackeln.“ Harrison’s Reports bewertete den Film mit „Gut“ und lobte ihn als „einen reibungslosen, Wärme spendenden Versuch einer Geschichte. Das kann sogar auf die Erwachsenen abfärben und so den Kinokassen einen schönen Schub geben.“ Richard L. Coe von der Washington Post nannte den Film „absurden Unsinn“ und fügte hinzu: „Presleys Gitarre ist bei mehreren Balladen dabei, die mit vernünftigen Tönen vorgetragen werden, mit Zurückhaltung. Ich habe nichts gegen ihn als Darsteller einzuwenden, im Gegenteil, er macht sich einigermaßen gut mit einem Charakter, der eine Kreuzung zwischen Li’l Abner und Tammy zu sein scheint. Was zu beanstanden ist, ist der geschmacklose Kitsch und die offen ausgesprochene politische Meinungsmache.“ The Monthly Film Bulletin qualifizierte den Film als „ein Sammelsurium von Filmkonventionen, gut fotografiert von Leo Tover, aber kaum einprägsam“ ab.